# سوطيات المنقار
سوطيات المنقار أو بسفوديات (الاسم العلمي: Psophodidae)، فصيلة طيور من رتبة الجواثم. أعطانها في أستراليا وبابوا غينيا الجديدة وإندونيسيا.